# Where Do You Go (пісня Шер)
«Where Do You Go» («Куди ти йдеш») — пісня американської співачки Шер, написана Сонні Боно. Пісня стала першим синглом співачки, випущеним у жовтні 1965 року для її другого студійного альбому «The Sonny Side of Chér». Сингл не потрапив у «топ-20» чарту «Billboard Hot 100», принісши Шер помірний успіх, потрапивши у «топ-40». Наступним синглом став «хіт номер два» Шер у США «Bang Bang (My Baby Shot Me Down)», що вийшов на початку наступного року, який мав більший успіх у Канаді, де посів п'яте місце у чарті синглів.

## Оцінки
Журнал «Billboard» сказав про пісню, що ця «ритмічна фолк-композиція Сонні не може не стати хітом для Шер», і похвалив її вокальне виконання та «драйвовий біт».

## Чарт
| Чарт (1965)                     | Позиція |
| ------------------------------- | ------- |
| Австралія (ARIA Singles Chart)  | 95      |
| Канада (Canadian Singles Chart) | 5       |
| Квебек (ADISQ)                  | 19      |
| США (Billboard Hot 100)         | 25      |
| США (Cash Box Top 100)          | 32      |